# Kyra Platovská
Kyra Platovská (16. ledna 1926 Narva – 23. října 1991) byla estonská překladatelka finské a estonské literatury do češtiny. Narodila se do šlechtické rodiny Samson-Lilienfeld v Estonsku. Po 2. světové válce se jako tlumočnice amerických okupačních jednotek v Německu seznámila s Fedorem Platovským, kterého si posléze vzala a za nímž se přestěhovala do Československa. Po invazi vojsk Varšavské smlouvy do Československa oba i s dcerou emigrovali do Západního Německa.

## Překlady
- LEBERECHT, Hans. Cesta do Kilgi. Svět sovětů, Praha 1955 (z ruského originálu).
- SMUUL, Juhan. Lea (Lea). Dilia, Praha 1961 (z estonštiny).
- VILDE, Eduard. Do chladného kraje (Külmale maale). SNKLHÚ, Praha 1960 (z estonštiny).
- WUOLIJOKI, Hella. Ženy na Niskavuori (Niskavuoren naiset). Orbis, Praha 1961; 2. vyd. Dilia, Praha 1962 (z finštiny).